# 白羊田镇
白羊田镇，中华人民共和国湖南省岳阳市临湘市下属的一个镇，位于临湘市南部。

## 建制沿革
- 1956年，设白羊田乡；
- 1958年，属钢铁公社（后改白羊田公社）；
- 1961年，析出长塘公社；
- 1984年，改置白羊田乡，旋即改置白羊田镇。

## 行政区划
白羊田镇下辖1个居委会和16个行政村：
- 白羊田居委会
- 白羊村、七湾村、南冲村、合盘村、汤港村、万利村、八百村、宋洞村、方山村、云山村、秀只村、东风村、西山村、泉井村、金泉村、四合村